# Gnamptogenys albiclava
Gnamptogenys albiclava é uma espécie de formiga do gênero Gnamptogenys.